# Anna Alexandrowna Barkowa
Anna Alexandrowna Barkowa (russisch Анна Александровна Баркова; * 3. Julijul. / 16. Juli 1901greg. in Iwanowo-Wosnessensk; † 29. April 1976 in Moskau) war eine sowjetische Dichterin.

## Leben
Barkowa, fünftes und einzig überlebendes Kind des Portiers Alexander Wassiljewitsch Barkow aus Kineschma, besuchte das Gymnasium in Iwanowo-Wosnessensk.
Nach der Oktoberrevolution arbeitete Barkowa ab 1918 in der Iwanowoer Zeitung Rabotschi krai (Arbeiterland) unter der Leitung Alexander Woronskis mit. Stark beeinflusst wurde sie durch das  Werk Fjodor Dostojewskis. Unter dem Pseudonym Kalika Perechoschaja veröffentlichte sie Gedichte, die von Kritikern bemerkt und des Mystizismus, Ästhetizismus und Individualismus fern des Proletkults beschuldigt wurden. Nur Boris Pasternak habe sie verteidigt, schrieb sie in einem Brief 1975.
Auf Einladung Anatoli Lunatscharskis kam Barkowa als dessen 2. Sekretärin nach Moskau. Im selben Jahr erschien in Petrograd das zu ihren Lebzeiten einzige Buch mit ihren Gedichten Schenschtschina (Die Frau) mit Lunatscharskis Vorwort voll des Lobes. Nach kurzer Zeit verließ sie wegen eines Konflikts Lunatscharskis Sekretariat und versuchte in Zeitungen oder Verlagen eine Anstellung zu finden. Im folgenden Jahr wurde als eigene Ausgabe ihr Drama Nastasja Kostjor mit einer Handlung aus der zweiten Hälfte des 17. Jahrhunderts herausgegeben. Mit ihren Gedichten wurde sie weithin bekannt und als proletarische Achmatowa bezeichnet.
Barkowa arbeitete 1924–1929 in der Prawda. Sie war 1931–1934 Mitarbeiterin einer Gerber-Zeitschrift und einer Erdöl-Zeitschrift, und sie arbeitete in einer Abteilung des Politproswet (Politische Aufklärung).
Aufgrund ihrer kritischen Haltung gegenüber der sowjetischen Realität wurde Barkowa am 25. Dezember 1934 verhaftet und von der Sonderkonferenz beim NKWD zu 6 Jahren Lagerhaft verurteilt. In ihrem Brief vom 2. März 1935 an den Volkskommissar für Innere Angelegenheiten Genrich Jagoda beantragte sie wegen ihres schlechten Gesundheitszustands und ihrer mangelnden Fähigkeiten für das praktische Leben im Hinblick auf die Schwere der Anschuldigungen nach Artikel 58 des Strafgesetzbuches der RSFSR die Todesstrafe, da sie die Lagerhaft nicht überleben würde. Sie kam in eins der Karaganda-Lager, aus dem sie im Dezember 1939 als Arbeitsunfähige freigelassen wurde.
Ab 1940 lebte Barkowa unter Aufsicht in Kaluga und arbeitete als Putzfrau in einer Schule, als Nachtwächterin in einem Landwirtschaftstrust und als Buchhalterin in einem örtlichen Buchverlag. Insbesondere Boris Pasternak unterstützte sie in dieser Zeit finanziell. Als nach Beginn des Deutschen Kriegs gegen die Sowjetunion am 30. Dezember 1941 die Rote Armee Kaluga von der Wehrmacht befreit hatte, wurde sie am 1. Januar 1942 verhaftet, misshandelt und erst wieder freigelassen, als sie nachweisen konnte, nicht für die Wehrmacht gearbeitet zu haben.
Nach einer Anzeige ihrer Vermieterin wurde Brakowa am 27. November 1947 erneut verhaftet. Das Gericht der Oblast Kaluga verurteilte Barkowa am 16. Februar 1948 zu 10 Jahren Lagerhaft und fünfjährigem Verlust der Bürgerrechte danach. Sie kam in das Speziallager bei Abes in der Republik Komi und blieb dort bis zur Freilassung am 7. Januar 1956. Darauf schrieb sie einen Brief an den Generalstaatsanwalt mit dem Antrag auf Überprüfung ihrer beiden Verurteilungen.
Ab 1957 lebte Barkowa in Schterowka bei Lugansk. Am 13. November 1957 wurde sie trotz der Tauwetter-Periode zum dritten Mal wegen antisowjetischer Agitation verhaftet und am 27. März 1958 vom Gericht der Oblast Lugansk zu 10 Jahren Lagerhaft mit anschließendem fünfjährigen Verlust der Bürgerrechte verurteilt. Sie befand sich ab Juni 1958 in einem westsibirischen Lager, ab Februar 1959 im OserLag zwischen Taischet und Bratsk und ab 1961 im DubrawLag. Am 15. Mai 1965 hob das Oberste Gericht der Ukrainischen Sozialistischen Sowjetrepublik ihre Verurteilung wegen fehlender Beweise auf. Sie lebte von 1966 bis 1968 in Golizyno bei Moskau.
Barkowa lebte schließlich in Moskau in einer Kommunalka (Gemeinschaftswohnung) und erhielt dank der Hilfe Alexander Twardowskis eine kleine Pension. Sie las viel und besuchte häufig das Moskauer Haus der Bücher. Sie schrieb weiter Gedichte, die wichtige Teile der sowjetischen Lagerliteratur sind.
Barkowa starb am 29. April 1976 in Moskau. Nach der Trauerfeier in der Nikolaikirche im Bezirk Chamowniki wurde ihre Urne auf dem Moskauer Nikolo-Archangelskoe Friedhof beigesetzt.
Die Veröffentlichung von Werken Barkowas begann erst in den 1990er Jahren. Jelena Frolowa schuf Lieder nach Gedichten Barkowas.